# InterSky
Az InterSky, hivatalosan Intersky Luftfahrt GmbH, egy osztrák légitársaság, aminek a székhelye Bregenzben volt, és amely a németországi Friedrichshafen repülőteréről menetrend szerinti járatokat üzemeltetett Németország, Ausztria és Svájc nagyvárosaiba, illetve szezonális járatokat a Földközi-tenger partjára más repülőterekről. A légitársaság 2015. november 5-én este pénzügyi nehézségek miatt beszüntette a működését.

## Története

### Korai évek
Az Intersky légitársaságot 2001 novemberében alapították, és 2002. március 25-én kezdte meg működését. Ebben az időben a vállalat tulajdonosai Renate Moser (50%), aki akkoriban az első női vezérigazgatója volt egy légitársaságnak, Rolf Seewald (35%), a Rheintalflug regionális légitársaság alapítója és tulajdonosa, valamint más részvényesek (15%) voltak.
2010-ben a légitársaságnak 110 alkalmazottja volt. 2010 októberében az InterSky bejelentette, hogy megszünteti a Friedrichshafen-Köln hosszú távú útvonalát a Germanwings erős piaci nyomása miatt, amely csak néhány hónappal korábban kezdett el repülni ugyanezen az útvonalon. Az InterSky elhalasztotta az a tervét is, hogy egy ötödik repülőgéppel bővítse a flottáját.
2011 júliusában a légitársaság bejelentette, hogy Renate Moser és Rolf Seewald négy évnyi távollét után átveszik a cég irányítását. Claus Bernatzik, Renate Moser fia, az év végére elhagyta a vállalatot. 2012 augusztusában bejelentették, hogy az InterSky két ATR 72-600-as repülőgépet rendelt. A két repülőgépet 2012 decemberében és 2013 márciusában szállították ki. Ezek a repülőgépek voltak az első ATR-ek, amelyeket egy osztrák légitársaság üzemeltetett.
Ugyanebben a hónapban a légitársaság azt is bejelentette, hogy egy új bázist nyit a Hamburgi repülőtéren. A tervet 2012 októberében törölték, miután az OLT Express Germany is bejelentette, hogy Karlsruhe/Baden-Baden és Hamburg között repülne. Mivel az OLT Express Germany nem sokkal később csődöt jelentett, a légitársaság 2013 márciusában kezdte meg az útvonal üzemeltetését az Avanti Airrel kötött bérleti szerződés alapján. A cég a járatot 2014 januárjában megszüntette, miután a Germanwings bejelentette, hogy 2014 tavaszától ugyanezen az útvonalon kíván repülni.

### Utolsó évek
2015 májusában az InterSky bejelentette, hogy 2015 októberében tervezi megnyitni a második bázisát a Memmingeni repülőtéren, ahol egy repülőgépet állomásoztattak volna, és onnan egy új útvonalat nyitottak volna Kölnbe valamint növelték volna a járatok gyakoriságát a berlini és hamburgi utakon. Később a tervet úgy módosították, hogy a repülőgép memmingeni állomásoztatása helyett, az a Friedrichshafen - Memmingen - Köln/Bonn útvonalon közlekedjen. 2015. október 27-én az InterSky bejelentette, hogy a mindössze három héttel korábban újraindított Friedrichshafen-Memmingen-Köln útvonalon drasztikus járatritkítást hajtanak végre. A vártnál alacsonyabb kereslet miatt a napi két járat helyett csak heti két járatot terveztek üzemeltetni.
2015 szeptemberében bejelentették, hogy az InterSky továbbra is veszteséges, és a tulajdonos, a német befektető Intro Aviation a vállalat teljes eladását tervezi. Valószínűnek tűnt hogy megszüntetik a Memmingeni és a Zürichi repülőtérről induló összes járatot, valamint a Friedrichshafen-Düsseldorf útvonalat. Emellett a vállalat megpróbált más felhasználási módot találni a két ATR72-600-as repülőgépének, amelyek 2013-as vásárlását hibának nevezték. 2015 októberében a cég arról számolt be, hogy előrehaladott tárgyalásokat folytat egy potenciális németországi befektetővel, aki hajlandó 5 millió eurót fizetni a légitársaságért. Röviddel ezután az osztrák légügyi hatóságok felszólították a légitársaságot, hogy 2015. november 5-ig nyújtson tájékoztatást a pénzügyi biztonságáról. Ellenkező esetben működési engedélyüket visszavonhatják. 2015. november 4-én az előbb említett adásvételi megállapodás meghiúsult. Ezzel egyidejűleg az InterSky benyújtotta az osztrák hatóságoknak a pénzügyi biztosítékukra vonatkozó kért dokumentumokat. Nem sokkal később a légitársaság bejelentette, hogy a működése fenntartása mellett csődeljárás alá vonul.
2015. november 5-én este azonban az InterSky bejelentette, hogy kénytelen volt azonnali hatállyal beszüntetnie minden tevékenységét, mivel a flotta bérbeadója a légitársaság öt repülőgépéből négyet - mindkettő ATR 72-600-asat és a két Bombardier Dash 8 Q300-as repülőgépet - rövid határidővel lefoglalt a kifizetetlen bérleti díjak miatt. Mind a négy repülőgépet azonnal visszaszolgáltatták a bérbeadónak, míg a fennmaradó repülőgép - amely az InterSky tulajdonában volt - az utolsó járatot teljesítette Zürich és Graz között. Korábban egy potenciális befektető visszautasította, hogy pénzügyileg támogassa a felszámolásra vonatkozó terveit a légitársaságnak.
2015. november 6-án a légitársaság közölte, hogy fizetésképtelenséget jelentett be. A jelentések szerint a légitársaság mintegy 5 millió eurós adósságot halmozott fel, és több repülőtér is a hitelezői között van.

## Célállomások

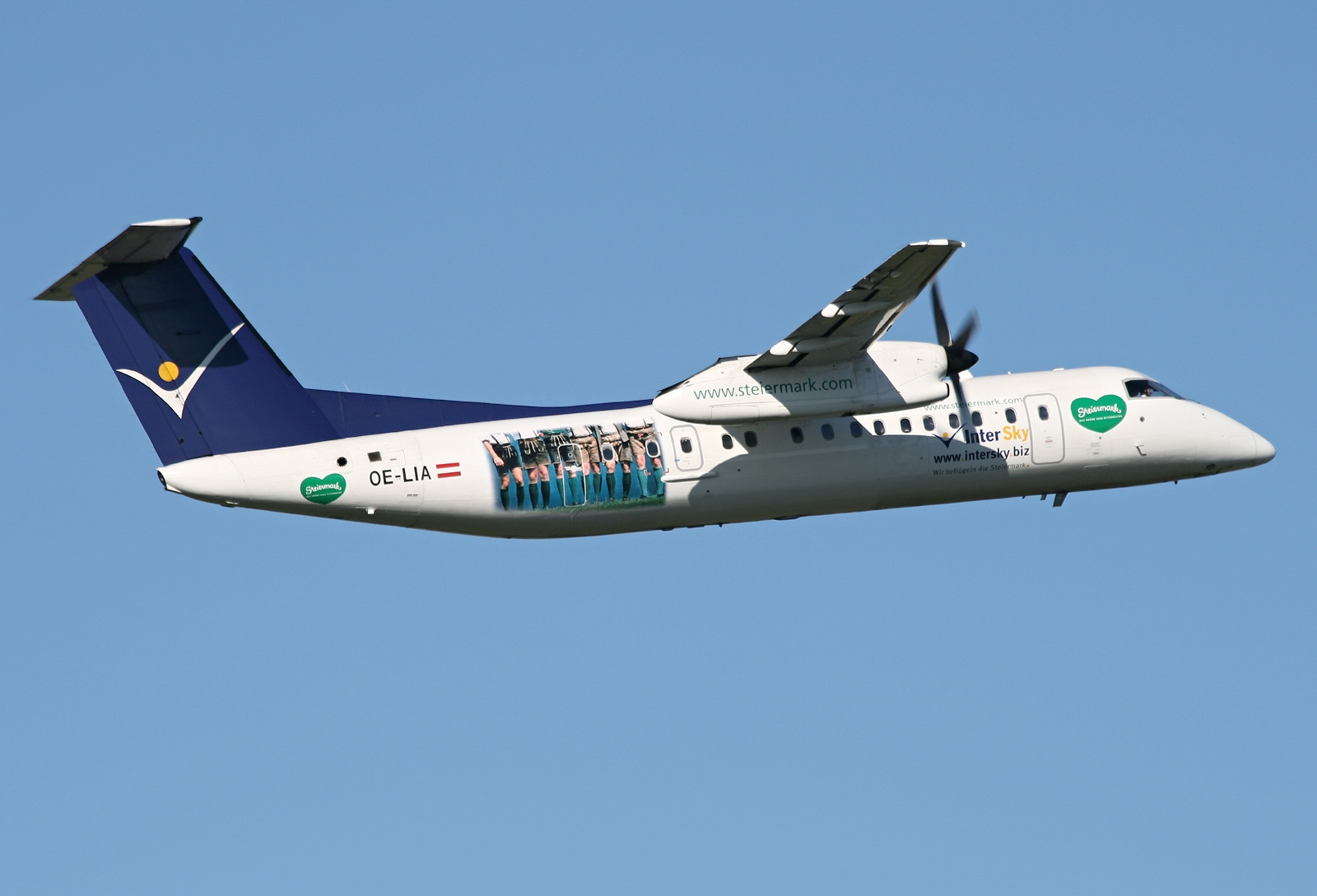
Egy InterSky Bombardier DHC-8-300

Az InterSky 2015. november 5-én a következő célállomásokra üzemeltetett menetrend szerinti és charterjáratokat:

## Flotta
2015. november 5-én, a légitársaság működésének utolsó napján az InterSky flottája a következő repülőgépekből állt:

## Fordítás
Ez a szócikk részben vagy egészben  az   InterSky című angol Wikipédia-szócikk ezen változatának fordításán alapul.  Az eredeti cikk szerkesztőit annak laptörténete sorolja fel. Ez a jelzés csupán a megfogalmazás eredetét és a szerzői jogokat jelzi, nem szolgál a cikkben szereplő információk forrásmegjelöléseként.